# Pterogobius zacalles
Pterogobius zacalles é uma espécie de peixe da família Gobiidae e da ordem Perciformes.

## Habitat
É um peixe marítimo, de clima temperado e demersal que vive entre 0–5 m de profundidade.

## Distribuição geográfica
É encontrado no Japão e Ilha Cheju (Mar Amarelo).

## Observações
É inofensivo para os humanos.